# Fusión por calor

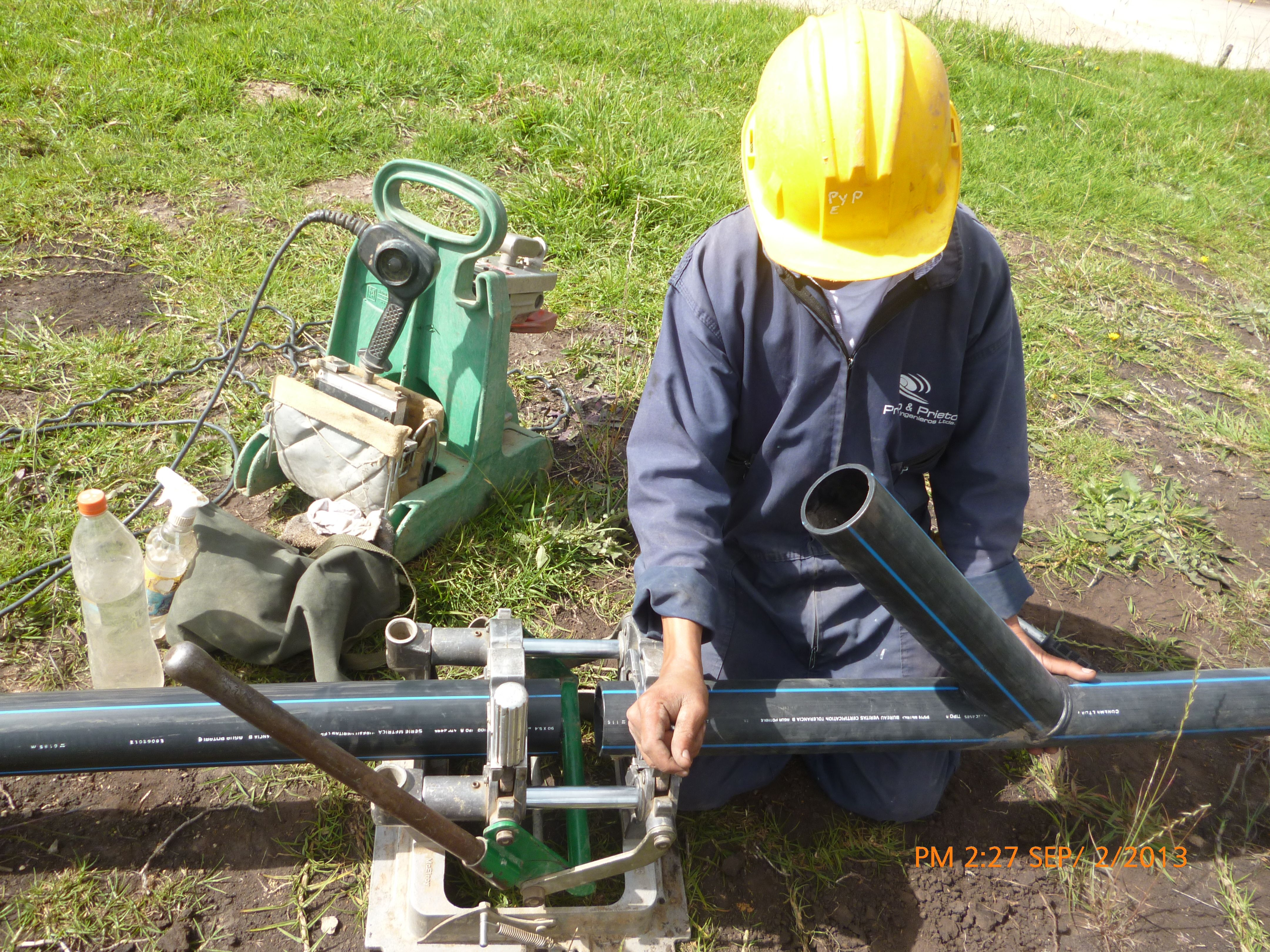
Fusión de tubería HDPE

La fusión por calor (a veces llamada soldadura por calor, soldadura a tope, termofusión o simplemente fusión) es un proceso de soldadura utilizado para unir dos piezas diferentes de un termoplástico. Este proceso implica calentar ambas piezas simultáneamente y presionarlas juntas. Las dos piezas se enfrían juntas y forman un enlace permanente. Cuando se hace correctamente, las dos piezas se vuelven indistinguibles entre sí. Los plásticos diferentes pueden dar como resultado una unión inadecuada.

## Aplicaciones
Este proceso se usa comúnmente en sistemas de tubería de presión de plástico para unir una tubería y un accesorio, o para unir una longitud de tubería directamente a otra longitud de tubería.  En general, las poliolefinas (como el polipropileno , el polietileno y el polibutileno ) se utilizan para estas aplicaciones. 

## Los tipos
La soldadura a tope se realiza generalmente utilizando uno de varios métodos.  El primero, y el más común, es la soldadura a tope o la fusión a tope , que es un tipo de soldadura de placa caliente .  Esta técnica implica calentar dos superficies planas de material termoplástico (típicamente polietileno ) contra una superficie calentada.  Después de un período de tiempo específico, la placa de calentamiento se retira y las dos piezas se presionan juntas y se dejan enfriar bajo presión, formando la unión deseada.  La soldadura a tope fuera de la fabricación generalmente se realiza para unir tuberías.
La otra técnica importante es la fusión de socket. Se distingue de la soldadura a tope mediante el uso de placas de calentamiento de tamaño personalizado en lugar de una superficie plana básica. Estas cabezas permiten un mayor contacto con la superficie, lo que reduce el tiempo necesario para calentar y fusionar la tubería. La fusión de zócalo une tuberías y accesorios, en lugar de simplemente unir tubería con tubería.  Requiere menos presión que la soldadura a tope y se usa más comúnmente en tubos de tamaños más pequeños (4"o menos). La soldadura de zócalo tiene ventajas adicionales de requerir menos maquinaria y es más portátil que el equipo más pesado requerido para la fusión a tope.
Un tercer método de soldadura termoplástica se llama fusión de la pared lateral, o fusión de la silla de montar .  La fusión de flancos es, como la fusión a tope y la fusión de casquillos, otro proceso basado en la soldadura de placa caliente. La fusión de la pared lateral difiere de los métodos de fusión a tope o de tope al realizar la fusión en el lado de la pared de la tubería en una orientación transversal a la tubería principal, en lugar de en línea con la tubería. La fusión de la pared lateral se emplea típicamente junto con los métodos de fusión a tope o de encaje como un proceso complementario y muchas máquinas de fusión diseñadas para la fusión a tope también están equipadas para la fusión de la pared lateral. Las placas adaptadoras que coinciden con el diámetro exterior de la tubería principal se aplican a la placa de calentamiento para realizar este tipo de fusión.
Otro método utilizado se conoce como electrofusión. La electrofusión es un método para unir HDPE y otros tubos de plástico con accesorios especiales que tienen un cable resistivo incorporado que se utiliza para soldar la unión.  Los tubos a unir se recortan, limpian, insertan en el accesorio de electrofusión (con una pinza temporal si se requiere) y se aplica un voltaje (típicamente 40 V) usando un dispositivo llamado procesador de electrofusión.  El procesador controla la cantidad de voltaje que se aplica y durante cuánto tiempo, dependiendo del accesorio en uso.  A medida que se aplica corriente al cable resistivo, las bobinas se calientan y funden el interior del accesorio y el exterior de la pared de la tubería, que se sueldan entre sí, lo que produce una unión homogénea muy fuerte.  El ensamblaje se deja enfriar durante un tiempo especificado.  Las juntas producidas tienden a ser más confiables que los accesorios roscados sellados con juntas tóricas.